# Выборы в Екатеринбургскую городскую думу (2018)
Выборы в Екатеринбургскую городскую думу VII-го созыва прошли 9 сентября 2018 года в Единый день голосования. Они прошли по параллельной избирательной системе, где 18 депутатов избиралось по партийным спискам, а ещё 18 — по одномандатным округам.

## Предшествующие события
19 июня 2018 года, на своём последнем заседании, депутаты Екатеринбургской городской думы на своём последнем заседании назначают выборы на 9 сентября 2018 года, в Единый день голосования.
С 22 июня по 20 июля назначается период выдвижения кандидатов и сбора подписей избирателей в поддержку их выдвижения. По итогу, ГЦИК Екатеринбурга получила документы на участие от 13 избирательных объединений, из которых прошло 7: Единая Россия, Справедливая Россия — За правду, КПРФ, ЛДПР, Гражданская платформа, Российская партия пенсионеров за социальную справедливость, Яблоко. По итогу, всего было выдвинуто 115 кандидатов.

## Избирательные округа
| Одномандатные избирательные округа Екатеринбурга на выборах в ЕГД 2018 года | Одномандатные избирательные округа Екатеринбурга на выборах в ЕГД 2018 года | Одномандатные избирательные округа Екатеринбурга на выборах в ЕГД 2018 года | Одномандатные избирательные округа Екатеринбурга на выборах в ЕГД 2018 года |
| ОИК                                                                         | Районы                                                                      | Избир.                                                                      | Подписи для рег.                                                            |
| --------------------------------------------------------------------------- | --------------------------------------------------------------------------- | --------------------------------------------------------------------------- | --------------------------------------------------------------------------- |
| 01                                                                          | Верх-Исетский, часть микрорайона Академический                              | ???                                                                         | ???                                                                         |
| 02                                                                          | Верх-Исетский                                                               | ???                                                                         | ???                                                                         |
| 03                                                                          | Ленинский, часть Верх-Исетского                                             | ???                                                                         | ???                                                                         |
| 04                                                                          | Железнодорожный, часть Верх-Исетского                                       | ???                                                                         | ???                                                                         |
| 05                                                                          | Железнодорожный                                                             | ???                                                                         | ???                                                                         |
| 06                                                                          | Кировский                                                                   | ???                                                                         | ???                                                                         |
| 07                                                                          | Кировский                                                                   | ???                                                                         | ???                                                                         |
| 08                                                                          | Орджоникидзевский, часть Кировского                                         | ???                                                                         | ???                                                                         |
| 09                                                                          | Ленинский                                                                   | ???                                                                         | ???                                                                         |
| 10                                                                          | Ленинский, часть микрорайона Академический                                  | ???                                                                         | ???                                                                         |
| 11                                                                          | Октябрьский                                                                 | ???                                                                         | ???                                                                         |
| 12                                                                          | Октябрьский, часть Чкаловского                                              | ???                                                                         | ???                                                                         |
| 13                                                                          | Орджоникидзевский                                                           | ???                                                                         | ???                                                                         |
| 14                                                                          | Орджоникидзевский                                                           | ???                                                                         | ???                                                                         |
| 15                                                                          | Орджоникидзевский                                                           | ???                                                                         | ???                                                                         |
| 16                                                                          | Чкаловский                                                                  | ???                                                                         | ???                                                                         |
| 17                                                                          | Чкаловский                                                                  | ???                                                                         | ???                                                                         |
| 18                                                                          | Чкаловский                                                                  | ???                                                                         | ???                                                                         |

## Избирательная кампания
Наиболее крупная избирательная кампания строилась вокруг Единой России, и началась она с назначения известного политтехнолога Александра Левина на должность главы избирательной кампании. Так, кампания ЕР строилась вокруг изучения кампаний и стратегий оппозиционных партий, а также частичного их копирования. Основной упор кампании ЕР ставился на пенсионеров и родителей, а также люди старше 45 лет, уверяя, что партия при победе на выборах якобы сможет вернуть старые времена из их детства и навести порядок.
В начале избирательной кампании СР—ЗП имела явное преимущество в агитации, заполучив под свой контроль большую часть билбордов города, а также распространив листовки по большей части жилых районов города. При этом, в агитации СР шёл упор на единообразие и узнаваемость дизайна агитматериала, дабы более четко и ярко доносить до избирателей основные идеи кампании партии. Во время дня города, СР—ЗП объявила об акции, где её сторонники должны будут заполнить все общественные пространства жёлтыми предметами, т.е. цветами партии.
Яблоко как обычно использовала уличных агитаторов для раскрутки своей партии и её списка на выборах, а также митинги и иные перформансы с личным взаимодействием с электоратом.
Кампания КПРФ вращалась вокруг протестов против пенсионных реформ и недовольства общественностью социальной политикой.
ЛДПР строила кампанию вокруг демонстративной оппозиционности к ЕР.
Во время избирательной кампании прошли серии скандалов, связанные с политическим насилием над оппозиционными кандидатами и недопусками оппозиционных кандидатов на выборы, в том числе значимых оппозиционных политических партий. Так, каждый пятый кандидат на выборы был лишён права участвовать в выборах. Прошёл скандал из-за попыток привлечения бюджетников к голосованию по заранее одобренным спискам кандидатов, а также использования административного ресурса для агитации.

## Ход выборов
Выборы прошли со скандалами о предполагаемой фальсификации результатов голосования через подтасовку КОИБов, привлечения к голосованию иностранных граждан, а также подвозе бюджетников с чёткими списками кандидатов.
С раннего утра неизвестные поставили на автодозвон телефоны администрации города и районов, а также ГЦИК. У некоторых избирательных участков стояли провокаторы, которые пытались подкупать избирателей. К 10 часам на некоторых избирательных участках начала пропадать трансляция с видеокамер на избирательных участках. Несмотря на заперт, продолжалась агитация и распространение листовок за ЕР и СР, некоторые с попыткой подкупа голосов. На 12:00 в Центр общественных наблюдений в Екатеринбурге поступило 62 обращения, из них 41 — о нарушениях избирательного законодательства. Три были связаны с выходом из строя комплексов обработки избирательных бюллетеней. Поступило также четыре сообщения о подкупе избирателей. Информацию передали в полицию. Было и обращение, связанное с незаконной агитацией на участке, но информация не подтвердилась. Всего за день выборов было направлено 104 обращения по поводу нарушения избирательного законодательства. Уже вечером того же дня Глава избиркома Екатеринбурга Илья Захаров подал жалобу в управление ФСБ. Он заявил, что всему городскому избиркому после начала подсчета голосов отключили интернет.

## Результаты выборов
| Екатеринбургская городская дума VII-го созыва                              |                                                            |                                       |           |        |       |       |         |
| Партия                                                                     | Партия                                                     | Кандидатов                            | Голоса    | Голоса | Места | Места | Места   |
| Партия                                                                     | Партия                                                     | Кандидатов                            | No.       | %      | До    | После | +/–     |
|                                                                            | Единая Россия                                              | 56                                    | 90 430    | 31,57  | 21    | 19    | ▼-2     |
|                                                                            | Справедливая Россия — За правду                            | 57                                    | 59 171    | 20,66  | 7     | 7     | ▬       |
|                                                                            | Коммунистическая партия Российской Федерации               | 55                                    | 65 921    | 23,02  | 2     | 6     | ▲+4     |
|                                                                            | Либерально-демократическая партия России                   | 54                                    | 39 443    | 13,77  | 1     | 3     | ▲+2     |
|                                                                            | РОДП «Яблоко»                                              | 57                                    | 15 578    | 5,44   | 0     | 1     | ▲+1     |
| Партии, не прошедшие пятипроцентный барьер, или выбывшие после регистрации |                                                            |                                       |           |        |       |       |         |
|                                                                            | Гражданская платформа                                      | 52                                    | -         | -      | 3     | 0     | ▼-3     |
|                                                                            | Российская партия пенсионеров за социальную справедливость | 57                                    | -         | -      | 3     | 0     | ▼-3     |
|                                                                            | Коммунисты России                                          | 57                                    | -         | -      | 0     | 0     | ▬       |
|                                                                            |                                                            |                                       |           |        |       |       |         |
| Действительных голосов                                                     | Действительных голосов                                     | Действительных голосов                | 270 443   | 94,46  | -     | -     | -       |
| Недействительных голосов                                                   | Недействительных голосов                                   | Недействительных голосов              | 15 869    | 5,54   | -     | -     | -       |
| Всего                                                                      | Всего                                                      | Всего                                 | 286 644   | 100.00 | 36    | 36    | ▬       |
| Зарегистрированных избирателей / Явка                                      | Зарегистрированных избирателей / Явка                      | Зарегистрированных избирателей / Явка | 1 075 047 | 26,66  | -     | -     | ▼-6,94% |